# 季米特拉·康图
季米特拉·康图（希臘語：Δήμητρα Ελένη (Μιλένα) Κοντού，2005年9月23日—），希腊女子赛艇运动员，2023年欧洲赛艇锦标赛女子轻量级双人双桨银牌得主、2024年欧洲赛艇锦标赛女子轻量级双人双桨银牌得主、2024年夏季奥林匹克运动会女子轻量级双人双桨铜牌得主。